# Steven Kleynen
Steven Kleynen (né le 22 décembre 1977 à Louvain) est un coureur cycliste belge.

## Palmarès
- 1999
  - 9e du championnat du monde sur route espoirs

- 2000
  - 2e étape du Tour de Bohême

- 2003
  - Classement général du Circuito Montañés

## Résultats sur les grands tours

### Tour d'Espagne
3 participations
- 2000 : 54e
- 2001 : 67e
- 2002 : 26e